# Stalag 313 w Witebsku
Stalag 313 (w białoruskiej literaturze także pod nazwą Piaty połk, pol. Piąty pułk) – niemiecki nazistowski obóz jeniecki i koncentracyjny na przedmieściach Witebska, działający w latach 1941–1944.

## Historia
Obóz został założony przez niemieckie władze okupacyjne we wrześniu 1941 roku. W tym celu przystosowano dawne radzieckie koszary wojskowe 5 pułku kolejowego na północno-zachodnich obrzeżach Witebska, m.in. otaczając je drutem kolczastym. Ze względu na lokalizację, obóz zyskał potoczną nazwę „Piąty pułk”, która funkcjonuje do chwili obecnej, m.in. w białoruskiej literaturze. Jego początkową funkcją była masowa eksterminacja radzieckich jeńców wojennych. Jednocześnie w obozie przebywało do 40 tysięcy więźniów. W okresie od marca do kwietnia 1943 roku znalazło się w nim 20 tysięcy mieszkańców miasta i okolicznych wsi, schwytanych w czasie obław. Po zakończeniu eksterminacji jeńców wojennych do lutego 1944 roku placówka pełniła funkcję obozu przesyłowego, a następnie obozu dla ludności cywilnej. Więźniowie byli głodzeni, torturowani, osłabionych zabijano. Razem przez obóz przeszło ponad 150 tysięcy ludzi, z których 80 tysięcy zginęło, w tym 12 tysięcy ludności cywilnej. 27 maja 1944 roku więźniowie obozu zostali przetransportowani na pierwszą linię niemieckiej obrony na stację kolejową Krynki, gdzie przetrzymywano dzieci z witebskich sierocińców oraz chorych na dur brzuszny. 3 czerwca tego samego roku wojska radzieckie uwolniły ok. 8 tysięcy ocalałych więźniów.
W 1964 roku władze radzieckie postawiły w miejscu obozu pomnik ku czci ofiar nazizmu.